# عملية فانتوم فينيكس
عملية فانتوم فينيكس كانت هجومًا رئيسيًا على مستوى البلاد أطلقته القوة متعددة الجنسيات في العراق (MNF-I) في 8 يناير 2008 في محاولة للبناء على نجاح العمليتين السابقتين على مستوى الفيلق، عملية الرعد الوهمي وعملية عملية ضربة الشبح للحد من العنف وتأمين سكان العراق، ولا سيما في العاصمة بغداد. تألف الهجوم من عدد من العمليات المشتركة بين قوات التحالف والجيش العراقي في جميع أنحاء شمال العراق وكذلك في جنوب حزام بغداد.
سميت العملية الشمالية عملية حصاد الحديد. وكان هدفها هو تعقب ما تبقى من 200 متشدد من تنظيم القاعدة متبقين في محافظة ديالى بعد انتهاء حملة محافظة ديالى. وشملت العملية أيضا استهداف عناصر مسلحة في محافظة صلاح الدين ومحافظة نينوى. سُميت العملية الجنوبية باسم عملية مارن ثندربولت واستهدفت الملاذات الآمنة للمتمردين في جنوب شرق حزام بغداد، ولا سيما منطقة عرب جبور.
كانت أهداف فانتوم فينيكس هي شبكات السيارات والشاحنات والقنابل الانتحارية المتبقية في بغداد وكذلك الشبكة المالية للقاعدة.

## خلفية
أعلنت القاعدة في منتصف أكتوبر 2006 إنشاء دولة العراق الإسلامية (ISI)، لتحل محل مجلس شورى المجاهدين (MSC) وتنظيم القاعدة في العراق (AQI).
وفقًا للجنرال ريموند أوديرنو، كان الهدف من العملية هو توفير الأمن للمدن التسع الكبرى في العراق، مع التركيز على تأمين بغداد. بُنيت العملية على العمليتين الرئيسيتين السابقتين، عملية Phantom Thunder وعملية Phantom Strike، اللتين أُطلقتا في ختام تعزيز القوات الأمريكية في يونيو 2007، من أجل القضاء على الملاذات الآمنة للمتمردين في جميع أنحاء أحزمة بغداد وتأمين سكان بغداد.

## شاركت وحدات التحالف العسكرية

### التقسيم متعدد الجنسيات - الشمال
- لواء سترايكر القتالي الرابع فرقة المشاة الثانية - محافظة ديالى.
- - سلاح الفرسان المدرع الثالث - محافظة نينوى.
- اللواء الاول - الفرقة الجبلية العاشرة[الإنجليزية] - منطقة كركوك.
- اللواء الأول، الفرقة 101 المحمولة جواً - محافظة صلاح الدين.

### قسم متعدد الجنسيات - مركز
- فرقة المشاة الثالثة (الولايات المتحدة)[الإنجليزية] - جنوب بغداد.
  - الكتيبة الثانية، فرقة المشاة الثالثة
  - 3 HBCT، فرقة المشاة الثالثة
  - اللواء الثالث للطيران
- اللواء الثالث، الفرقة 101 المحمولة جواً
- لواء الحرائق 214[الإنجليزية]

## الجدول الزمني للعملية

### عمليات ديالى وصلاح الدين
أطلقت الفرقة متعددة الجنسيات في الشمال (MND-N) في 8 كانون الثاني (يناير) 2008 عملية حصاد الحديد ضد عناصر القاعدة في العراق في محافظة ديالى مع تركز العمليات على المقدادية. متابعة لعملية ايرون ريبر التي أُطلقت في تشرين الثاني (نوفمبر) 2007، تألفت عملية حصاد الحديد من عمليتين فرعيتين: عملية رايدر هارفست، التي نفذتها اللواء الرابع من فرقة المشاة الثانية في محافظة ديالى. وعملية الحصاد المحارب التي نفذتها اللواء القتالي الأول للفرقة الجبلية العاشرة في محافظة كركوك (محافظة التأميم سابقاً). دعمت فرقة من مشاة البحرية الأمريكية اللواء الرابع لفرقة المشاة الثانية (عملية حصاد المغير) خلال الشهر الأول من العملية. وقد طُلب منهم من القوة متعددة الجنسيات في غرب تقديم الدعم مع خطط MRAP والقوات البرية. لقد ساعدوا في تنفيذ غارات تطويق وعمليات قوافل ودوريات وعملوا مع القوات الخاصة للجيش الأمريكي.
في الفترة التي سبقت العملية، نُفذ تعتيم معلوماتي يستهدف معظم رفاق الجيش العراقي الجديد التابع للقوة متعددة الجنسيات - وقد ورد أن الجيش العراقي قد استخدم سابقًا أشكالًا غير مشفرة من الاتصالات بما في ذلك الهواتف المحمولة والراديو العادية.
بدأت القوات الأمريكية في أعقاب انقطاع الاتصالات هجومًا كبيرًا لطرد المتمردين السُنة من معاقلهم في محافظتي ديالى وصلاح الدين. على الرغم من الإجراءات الوقائية، يعتقد أن المتمردين اكتسبوا معرفة مسبقة بخطط العملية وانسحبوا قبل وصول الأمريكيين. وقد تكهن قادة القوة متعددة الجنسيات في العراق بأن المسلحين ربما أخطروا من خلال تسرب الاتصالات أو التحركات المرئية للقوات والآليات التي سبقت العملية. ظل بعض المتمردين في الإقليم للاشتباك مع قوات التحالف في محاولة محتملة لتأخير المزيد من التقدم.
تقدمت سبع كتائب أمريكية، برفقة وحدات من الجيش العراقي، إلى 110-ميل-مربع (280 كـم2) منطقة شمال وادي نهر ديالى. حدثت محاولة عمليات الشراك في بعقوبة والوجيهية في الجنوب لتضليل المتمردين لكن الوحدات المتقدمة لاحظت فرار عدد غير عادي من النساء والأطفال بالسيارات إلى الجنوب في الأيام التي سبقت العملية. غادر المتمردون القرى قبل أيام لكن البعض ظل وراءهم أو عادوا لزرع سيارات مفخخة.
خلال القتال في ديالى على مدار 24 ساعة قُتل ما يصل إلى 24 مسلحًا وأسر عشرة. وفي محافظة صلاح الدين في الوقت نفسه، قتل ثلاثة جنود أمريكيين وأصيب اثنان آخران بعد أن اصطدمت عربتهم بعبوة ناسفة.
تكبدت القوات الأمريكية المشاركة في اليوم الثاني من العملية، في العملية المزيد من الضحايا. قُتل ستة جنود وأصيب أربعة في انفجار أثناء قيام دوريتهم بالتحقيق في منزل مفخخ بالمتفجرات.
استمر القتال بالقرب من المقدادية في اليوم الثالث من الهجوم. وقتل ثمانية مسلحين في المقدادية وقتل اثنان آخران في أماكن أخرى في ديالى.
قتل 15 متمردا في اليوم السابع عندما اندلع قتال عنيف في قرية بهرز الصغيرة جنوب بعقوبة. وخلال عمليات تفتيش للمنازل قامت بها الشرطة العراقية، قتل ثلاثة من رجال الشرطة العراقية واثنان من ميليشيا مجلس الصحوة عندما انفجر المنزل الذي كانوا يفتشونه بسبب الأفخاخ المتفجرة التي نصبها المسلحون. وفقد شرطيان آخران. وقتل مسلح اخر من مجلس الصحوة في قتال على مشارف البلدة.
قتلت عبوة ناسفة ثلاثة جنود أمريكيين في صلاح الدين وأصابت اثنين في اليوم العاشر.
أبلغت قوات التحالف والجيش العراقي في اليوم الثاني عشر عن مقتل 121 مسلحًا، وقُبض على 1023 مسلحًا مشتبهًا حتى الآن. وفي نفس اليوم أيضا وقعت محاولة هجوم على محافظ ديالى. قُتل ثلاثة من عناصر الأمن وأصيب اثنان بجروح بانفجار عبوة ناسفة في منزله.
قامت قوات التحالف بتطهير طريق رئيسي بين بغداد وبعقوبة بحلول اليوم السادس عشر من العبوات الناسفة. كانت منطقة الطريق بين خان بني سعد وبعقوبة مغطاة بشدة بالعبوات البدائية الصنع لدرجة أن المركبات اضطرت إلى اتخاذ طرق أخرى للتنقل ذهابًا وإيابًا من بغداد وبعقوبة. كما أُكد على أن 41 من جميع المسلحين الذين قتلوا في ديالى خلال العملية كانوا من نشطاء القاعدة في العراق.
بدأت قوات الأمن العراقية في اليوم التاسع عشر، بناء على نصيحة القوات الخاصة الأمريكية، باعتقال زعيم متطرف وممول إرهابي في عمليتين منفصلتين في صفوان بالعراق. كما قامت القوات العراقية والأمريكية باعتقال زعيم جماعة متطرفة يعتقد أنها مسؤولة عن هجمات بقذائف الهاون والمتفجرات ضد القوات العراقية وقوات التحالف.
أجرت قوات التحالف وقوات الأمن العراقية بحلول 10 فبراير 2008 74 عملية مختلفة على مستوى الشركة وما فوق كجزء من عملية حصاد الحديد. أُسر أو قتل سبعين شخصًا من ذوي القيمة العالية، بالإضافة إلى مئات من مقاتلي العدو الأقل مستوى. عُثر على 430 مخبأ أسلحة، و 653 عبوة ناسفة، و 42 عبوة ناسفة، و 35 عبوة ناسفة، و 3 مصانع مفخخة.
قامت قوات الجيش والشرطة العراقية في اليوم 42 مدعومة بالطائرات الأمريكية ومقاتلين من مجموعة مجلس صحوة مكافحة القاعدة المحلية المناهضة للقاعدة بغارة فجر اليوم على مخابئ المسلحين في المناطق المفتوحة بالقرب من بحيرة الثرثار، 120 على بعد كيلومتر شمال بغداد في محافظة صلاح الدين، اليوم السبت، قتل 10 يشتبه في كونهم مسلحين، بينهم زعيم محلي، وأسر 4 آخرين، بحسب ضابط في شرطة المحافظة. ولفت إلى أن عبد الباسط النيساني، القيادي المحلي في شبكة القاعدة في العراق، فجر نفسه بعد أن حاصرته القوات الأمنية أثناء عبوره نهرًا صغيرًا.
شنت القوات الجوية الخاصة البريطانية في 25 مارس غارة على فريق صنع القنابل أسفرت عن مقتل جندي بريطاني مع اثنين من المتمردين وتسعة مدنيين، من بينهم نساء وأطفال. وأصيب أربعة جنود بريطانيين.
اكتشفت قوات التحالف من MND-N في 13 أبريل مقبرة جماعية جنوب المقدادية. احتوى القبر على ما بين 20 و 30 جثة يقدر أنها دفنت منذ ما يقرب من ثمانية أشهر.
قُتل في بعقوبة في 15 نيسان / أبريل ما يصل إلى 36 شخصًا وأصيب ما لا يقل عن 66 شخصًا بجروح خلال انفجار سيارة مفخخة بالقرب من مبنى المحكمة. حدد VBIED (عبوة ناسفة يدوية الصنع محمولة على السيارة) على أنها تحتوي على أكثر من 1000 رطل من المتفجرات محلية الصنع (HME).
بالقرب من طوز خورماتو في قرية البو محمد في 17 أبريل، قُتل ما لا يقل عن 50 شخصًا وأصيب 55 آخرون عندما فجر انتحاري متفجراته في جنازة لعضوين من مليشيا مجلس الصحوة المتحالفة مع الولايات المتحدة قُتلا في يوم واحد. سابقًا. كان المفجر الأكبر سناً يرتدي الزي التقليدي ويسمح له بدخول الجنازة بحرية.

## القتال في نينوى وكركوك
نُفذت عمليات أمنية ضد آخر معقل حضري رئيسي للقاعدة في مدينة الموصل كجزء من عملية فانتوم فينيكس بدأ الهجوم في أواخر يناير. وبعد يوم من وصول تعزيزات عراقية إلى المنطقة قتل خمسة جنود أمريكيين عندما تعرضت دورية أمريكية لكمين في المدينة.
وشمل الهجوم أيضا عمليات في مدينتي تلعفر وكركوك وهما أيضا مراكز حضرية رئيسية في شمال البلاد. كما أجريت عمليات في شمال غرب صحراء الجزيرة بين الموصل والحدود السورية، مع التركيز على بلدتي باجي وسنجار.
حققت قوات التحالف مكاسب صغيرة في الشمال بحلول أواخر أبريل / نيسان، وأشارت تقارير استخباراتية إلى أن القاعدة كانت تعيد تجميع صفوفها وتتسلل إلى مجموعات من المفجرين الانتحاريين إلى بغداد من الشمال.
نُفذت عملية عسكرية عراقية كبرى أطلق عليها اسم عملية زئير الأسد في منتصف شهر مايو (أعيدت تسميتها لاحقًا إلى عملية أم الينابيع) في الموصل أسفرت عن القبض على 1480 مسلحًا، 300 منهم مطلوبين مشتبه بهم. وانتهت العملية في أواخر أيار (مايو) وأعلن الجيش العراقي عن تأمين محافظتي نينوى وكركوك. نفذت فلول المتمردين سلسلة من التفجيرات الانتحارية في أوائل يونيو / حزيران في الشمال خلفت عشرات القتلى، العديد منهم من أفراد قوات الأمن. كما تعرض الجيش الأمريكي لهجوم في منطقة الحويجة جنوب كركوك، مما أسفر عن مقتل أربعة جنود وإصابة 20 آخرين في هجومين منفصلين خلال فترة أربعة أيام. بحلول أواخر ذلك الشهر، أفادت الأنباء أن جميع المكاسب الأمنية التي حققتها قوات الأمن خلال عملية زئير الأسد قد تفككت. تمكن المتمردون من دخول المدينة مرة أخرى وشوهد مسلحون يجوبون الشوارع بقوة.

## جنوب العراق
أطلقت عملية مارن ثندربولت في 8 يناير من قبل المركز متعدد الجنسيات (MND-C) وكانت أكبر عملية نفذتها فرقة المشاة الثالثة (الولايات المتحدة) حتى الآن. وكان هدفها القضاء على ملاذات القاعدة في العراق في عرب جبور. قاد العملية السرب الخامس من فوج الفرسان السابع. يتميز بكمية غير عادية من القوة الجوية المستخدمة أثناء العملية.
نفذت قاذفتان قاذفتان من طراز B-1 وأربعة مقاتلات من طراز F-16 غارات جوية مكثفة في اليوم الثالث من الهجوم على عرب جبور، وهو حي سني في الضواحي الجنوبية لبغداد. كانت منطقة عرب جبور، وهي منطقة ريفية بشكل رئيسي، واحدة من المناطق القليلة في بغداد التي ظلت تحت سيطرة المتمردين بعد قانون العملية والنظام في العام السابق. وأسقطت الطائرات 47 قنبلة على أهداف في عرب جبور في عشر ضربات منفصلة. استمرت الغارة بأكملها لمدة عشر دقائق وبلغ إجمالي حمولة القنابل 40 ألف رطل (18100) كلغ). كانت الأهداف الأربعون التي ضُربت في وابل الضربات الجوية الضخمة تتكون أساسًا من مخابئ أسلحة كبيرة ومتفجرات وأنفاق وقنابل قوية مزروعة على جانب الطريق مدفونة في أعماق الأرض - وهي عناصر دفاعية رئيسية لمتمردي القاعدة في العراق حسبما أفاد العقيد بالجيش. تيري فيريل. بعد الغارات، تمت متابعة العمليات البرية وقُبض على 12 من المتمردين المشتبه بهم بالقرب من عرب جبور.
وقال الجيش إن الطائرات الحربية الأمريكية قصفت في اليوم 14 ملاذات للقاعدة ومخابئ أسلحة في عرب جبور للمرة الثالثة منذ بدء العملية، حيث أصابت أكثر من 30 هدفا في هجوم من 35 قنبلة. وقال بيان عسكري إن منطقة ريف الجبور التي تقطنها أغلبية من العرب السنة تعرضت للقصف بقنابل تزن ما مجموعه 19 ألف رطل (9 آلاف كيلوغرام) خلال الغارات الجوية التي استهدفت تدمير مخابئ أسلحة للقنابل المزروعة على جوانب الطرق. وتأتي الغارة في أعقاب غارتين جويتين سابقتين في نفس المنطقة يومي 10 و 16 يناير / كانون الثاني. أُصيب ما يقرب من 100 هدف بوزن إجمالي 98000 رطل من القنابل خلال الضربات الجوية الثلاث.
انتقلت MND-C من مارن ثندربولت إلى مارن جراند سلام في 15 فبراير 2008. خلال المرحلة الأولى من العملية، أنشأ اللواء الثالث لفرقة المشاة الثالثة موقعًا قتاليًا جديدًا في سلمان باك، وهي منطقة كانت معقلًا للحرس الجمهوري قبل الحرب. كما أنشأت قوات التحالف مركزًا حكوميًا في المنطقة وقدمت مئات الآلاف من الدولارات في شكل منح صغيرة لإعادة بناء الأسواق المحلية.
أطلق الجيش العراقي في 15 مارس، بدعم من فريق الانتقال العسكري أمريكي من فرقة المشاة الثالثة، عملية مارن الوعرة في وادي نهر دجلة جنوب شرق منطقتي عرب جبور وسلمان باك. كان الهدف من العملية هو تأمين الطرق المؤدية إلى منطقة عمليات MND-C، ولا سيما للتحكم في معابر النهر نظرًا لسوء حالة الجسور والقنوات في المنطقة.
اكتشف جنود الجيش العراقي 33 جثة في مقبرة جماعية في المحمودية في 10 أبريل. كان هذا أول اكتشاف من نوعه لمقبرة جماعية في منطقة عمليات MND-C منذ إنشائها كجزء من "الزيادة" في عام 2007.

## تنتهي العملية
استمرت العمليات القتالية حتى أواخر يوليو / تموز. وسقطت إصابات جسيمة من الجانبين. على الرغم من أن قوات التحالف تكبدت ما يزيد قليلاً عن 60 قتيلاً، إلا أن قوات الأمن العراقية وقوات الصحوة تكبدت أكثر من 770 قتيلاً وأكثر من عشرة في عداد المفقودين أو الأسرى. عانى المتمردون ما يقرب من 900 قتيل وقُبض على أكثر من 2500. طُهرت محافظة ديالى بشكل شبه كامل من قوات المتمردين. في 29 تموز / يوليو، بدأت قوات الأمن العراقية هجومها الخاص في محافظة ديالى وذكرت أن العملية ستستمر لمدة أسبوعين وستؤدي إلى إرساء القانون والنظام في المحافظة بشكل نهائي. ومع ذلك، كان الوضع مختلفًا تمامًا في الشمال. بعد أن صدت عمليات التحالف في البداية المتمردين في محافظتي نينوى وكركوك الشمالية، عاد المتمردون وكان القتال العنيف لا يزال مستمراً في الشمال بحلول نهاية عملية فانتوم فينيكس مع استمرار عدم تمكن القوات الأمنية من التغلب على آخر معقل للمسلحين. في الشمال الموصل.

## أنظر أيضا
- عملية الرعد الوهمي[الإنجليزية]
- عملية ضربة الشبح
- قتال ربيع العراق لعام 2008[الإنجليزية]
- حملة نينوى[الإنجليزية]
- حملة ديالى[الإنجليزية]